# Chambre des représentants du Mississippi
Capitole de l'État du Mississippi, Jackson
La Chambre des représentants du Mississippi (en anglais : Mississippi House of Representatives) est la chambre basse de la législature du Mississippi, l'organe législatif de l'État américain du Mississippi. Elle est composée de 122 membres élus pour un mandat de quatre ans.
Après les élections de novembre 2011, le Parti républicain prend la majorité de l’assemblée aux démocrates pour la première fois depuis la Reconstruction, avec 64 sièges. Les républicains obtiennent 73 sièges en 2015, un siège seulement en deçà de la « super-majorité » permettant de passer les lois de finances.
La Chambre des représentants du Mississippi a le pouvoir de désigner le gouverneur lorsqu'aucun candidat n'obtient plus de 50 % des voix.